# جي. أ. كيلوغ
جي. أ. كيلوغ هو سياسي أمريكي، ولد في 17 سبتمبر 1871 في مقاطعة واتكوم في الولايات المتحدة، وتوفي في 12 أبريل 1962 في مدينة بيلينغام في الولايات المتحدة. نشط حزبياً في الحزب الجمهوري. وقد انتخب عضو مجلس ولاية واشنطن ‏.